# Dutse
Dutse is een stad in Nigeria en is de hoofdplaats van de staat Jigawa.
Dutse telt ongeveer 37.000 inwoners.